# Syzygium luehmannii
Syzygium luehmannii, también conocido como riberry, lilly pilly de hojas chicas, cereza satinash, aliso cereza, o clavo lilli pilli,  es una especie de árbol perteneciente a la familia de las mirtáceas. 

## Distribución y hábitat
Es una especie de árbol endémico de los lugares ribereños, el litoral y bosques subtropicales de Australia. Se le cultiva por sus frutas en forma de pera conocidas como riberries.

## Descripción
El árbol puede lograr hasta 30 metros de altura en el bosque, pero comúnmente alcanza solo 7 m en cultivo. Las hojas pequeñas, brillosas, en forma de lanza son rosas/rojas cuando están jóvenes. Una flor de color crema es seguida por manojos de bayas rojas en forma de pera de 13 mm de largo.

## Usos
La baya tiene un sabor ácido parecido al del arándano, que tiene un indicio de clavos. Ha sido popular como un gourmet desde principios de los años 1980, y es comercialmente cultivada en pequeña escala. La fruta es comúnmente usada para hacer una mermelada distintiva, y también se le usa en salsas, jarabes y confituras. La planta riberry es también muy popular como ornamental en jardín y árbol de calle. Es fácil de mantener como un árbol pequeño por una ligera poda.

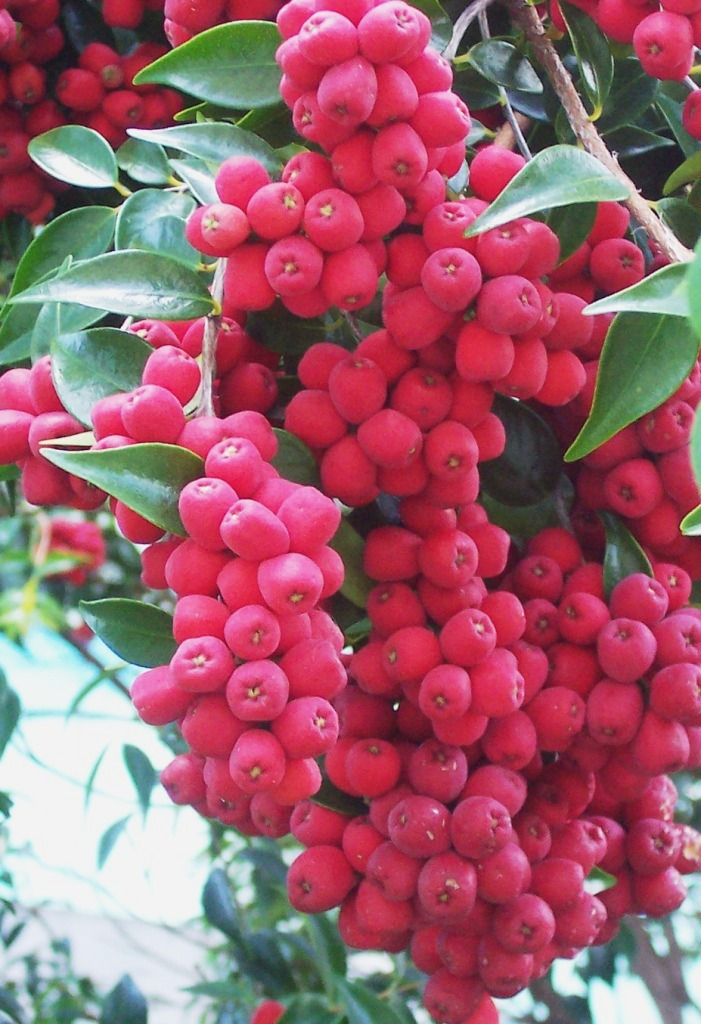
Syzygium luehmannii - frutos.

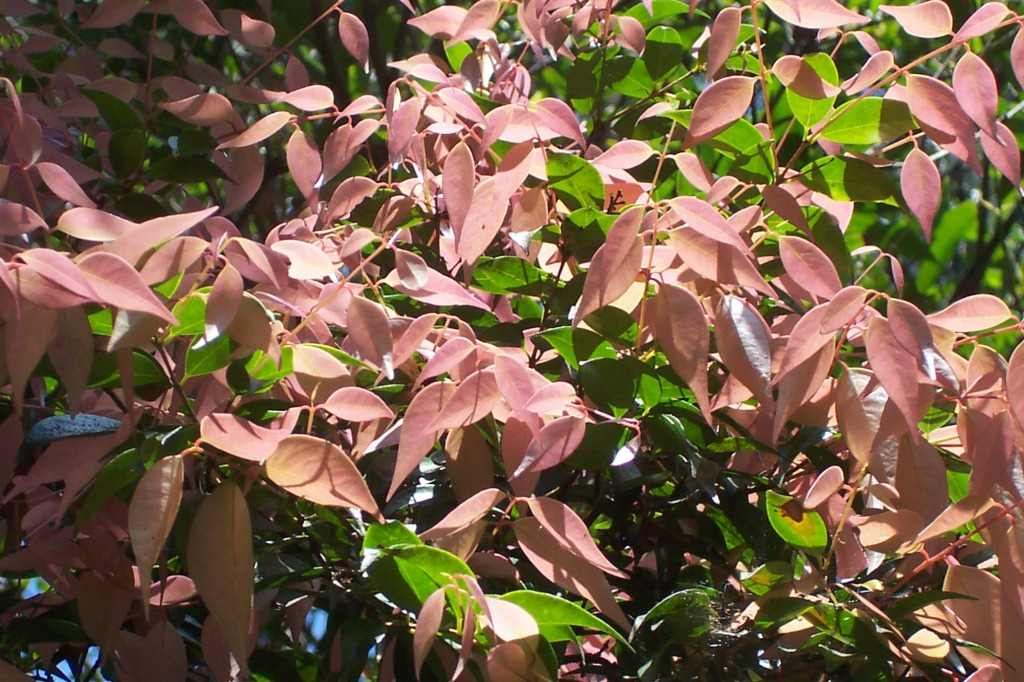
Syzygium luehmannii - nuevo crecimiento.

## Taxonomía
Syzygium luehmannii fue descrita por (F.Muell.) L.A.S.Johnson y publicado en Contributions from the New South Wales National Herbarium 3: 99. 1962.
Etimología
Syzygium: nombre genérico que deriva del griego: syzygos y significa "unido, reunido"
luehmannii: epíteto otorgado en honor del botánico Johann George W. Luehmann. 
Sinonimia
- Austromyrtus exaltata (F.M.Bailey) Burret
- Eugenia leptantha var. parvifolia F.M.Bailey
- Eugenia luehmannii F.Muell.
- Eugenia parvifolia C.Moore
- Myrtus exaltata F.M.Bailey[4][5]